# Assemblée législative des Tonga
Pour les autres articles nationaux ou selon les autres juridictions, voir Assemblée législative.
44e législature
Parliament House
L'Assemblée législative des Tonga (en tongien : Fale Alea ʻo Tonga ; en anglais : Legislative Assembly of Tonga) est le parlement monocaméral du royaume des Tonga. Elle est composée de vingt-six sièges élu pour quatre ans dont dix-sept sont élus par les citoyens au suffrage universel direct, tandis que les huit sièges restants sont élus par la noblesse tongienne parmi ses membres.

## Histoire
Les origines du Parlement remontent à l'unification des Tonga et à l'établissement de l'État moderne, doté d'institutions d'inspiration britannique, au dix-neuvième siècle. Après avoir unifié l'archipel sous son autorité, et s'être proclamé roi sous le nom de George Tupou Ier, Taufaʻahau, chef suprême de Haʻapai, établit en 1862 un parlement, en vue de forger une monarchie constitutionnelle.
L'Assemblée fut officialisée avec la Constitution de 1875. Elle était alors composée des sept nobles du royaume, de sept roturiers élus au suffrage universel masculin, du gouverneur de Haʻapai, du gouverneur de Vaʻvau, et des ministres nommés par le roi. Le nombre de nobles augmenta par la suite, le nombre de députés roturiers augmentant en égale mesure pour préserver la parité, mais les élus des citoyens demeurèrent néanmoins minoritaires au sein du Parlement, aux côtés des nobles, des ministres et des gouverneurs. En 1914, la composition de l'Assemblée fut modifiée par un amendement constitutionnel. Le nombre de titres de noblesse ayant accru, le Parlement comprenait alors soixante-dix membres, un nombre jugé excessif. L'amendement stipula que la totalité des nobles ne pourraient plus siéger à l'Assemblée ; ils éliraient, parmi eux, sept nobles pour les représenter. Le nombre de députés élus par le peuple fut donc également réduit à sept. En 1951, un nouvel amendement donna le droit de vote aux femmes. À la suite des élections législatives de 2008, l'Assemblée comprenait trente-deux membres : neuf élus des citoyens, neuf nobles élus par et parmi les vingt-neuf membres de la noblesse héréditaire ; les gouverneurs de Haʻapai et Vaʻvau siégeant ex officio, et douze ministres nommés par le roi.
En 2010, des réformes en profondeur furent introduites, à l'initiative du roi George Tupou V et en réponse aux demandes de mouvements pro-démocratiques, qui avaient obtenu le soutien des citoyens lors des précédentes élections. Dorénavant, l'Assemblée serait composée de vingt-six membres : dix-sept roturiers élus au suffrage universel, et toujours neuf nobles élus par leurs pairs. Ces changements furent mis en pratique pour les élections législatives de novembre 2010,.
Les élections de 2014 constituent un nouveau tournant, puisqu'elles permettent à ʻAkilisi Pohiva, dirigeant historique du mouvement pour la démocratie et vétéran de l'Assemblée, d'être nommé Premier ministre. Partisan d'un amoindrissement ou d'une abolition des privilèges politiques des nobles, il forme un gouvernement constitué de députés roturiers. Le 25 août 2017 toutefois, le roi Tupou VI le limoge, dissout l'Assemblée législative et ordonne la tenue d'élections anticipées avant le 16 novembre. Le 26 août, le roi charge le gouvernement Pohiva de traiter les affaires courantes jusqu'à la tenue du scrutin.

## Fonctions

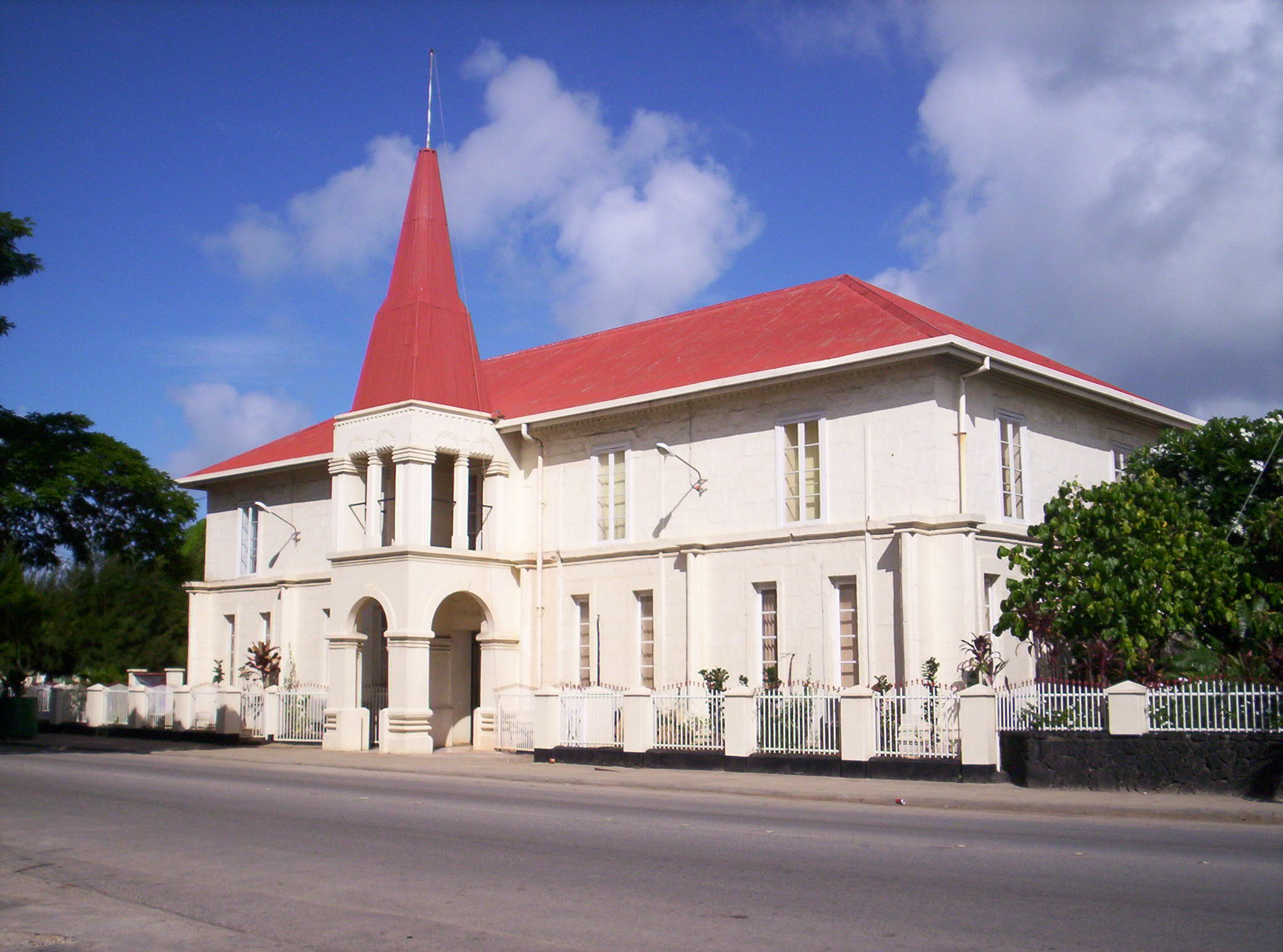
Parliament House, ancien siège de l'Assemblée législative détruit pas le cyclone Gita en 2018.

De par la Constitution, l'Assemblée est le corps législatif du royaume, seul autorisé à légiférer. Une loi adoptée par l'Assemblée n'est toutefois promulguée qu'après avoir reçu l'assentiment du monarque. Des élections législatives ont lieu tous les quatre ans (tous les trois ans avant la réforme constitutionnelle de 2010), ou à la suite de toute dissolution de l'Assemblée par le monarque.

## Système électoral
L'Assemblée législative des Tonga est composée de vingt-six sièges pourvus pour quatre ans par deux collèges électoraux distincts. Le roi Tupou VI conserve la possibilité de nommer des députés supplémentaires, mais uniquement sur recommandation de son Premier ministre. 
Les citoyens roturiers élisent dix-sept députés au scrutin uninominal majoritaire à un tour dans autant de circonscriptions, tandis que les membres de la noblesse tongienne élisent neuf nobles héréditaires au scrutin majoritaire plurinominal dans quatre circonscriptions plurinominales se superposant aux précédentes. Une circonscription couvre Tongatapu et ʻEua (quatre sièges), une couvre les îles Vavaʻu (deux sièges), une les îles Haʻapai (deux sièges), et une autre les îles de Niuafoʻou et Niuatoputapu (un siège). Dans l'ensemble des circonscriptions, les électeurs votent pour autant de candidats que de sièges à pourvoir, à raison d'un vote pour un candidat, et les candidats recueillant le plus de suffrages sont élus.
Tous les citoyens tongiens âgés d'au moins 21 ans, autres que les nobles et les membres de la famille royale, peuvent élire les représentants du peuple, dans leurs circonscriptions respectives. Seules sont exclues les « personnes mentalement inaptes » et les « personnes sous le coup de poursuites pour endettement ». Quant aux circonscriptions pour la noblesse, le droit de vote et d'éligibilité est accordé aux membres de la noblesse héréditaire et aux pairs à vie, des roturiers élevés à un titre de noblesse par le monarque. Il y a trente-trois titres de noblesse héréditaires, tous réservés aux hommes. Certains sont ponctuellement vacants ; d'autres appartiennent à des membres de la famille royale. Il y a en 2020 cinq pairs à vie : Lord Matoto, Lord Sevele, Lord Tupou, Lord Dalgety, et Lord Tangi. Depuis les élections de 2021, l'ensemble des nobles doivent se signaler comme candidats s'ils souhaitent pouvoir être élus, et non plus seulement les pairs à vie.
À la suite des élections, l'Assemblée doit renouveler sa confiance dans le Premier ministre sortant, ou bien choisir un nouveau Premier ministre, qui sera alors formellement nommé par le roi.